# No Instruments
No Instruments è l'album di debutto della one man band tedesca Neuroticfish, pubblicato nel 1999.

## Tracce
1. Close - 3:49
2. Unexpected - 4:23
3. Skin - 4:05
4. Black Again - 5:08
5. Pain - 5:10
6. Inside - 5:06
7. Mechanic of the Sequence - 4:07
8. M. F. A. P. L. - 4:19
9. Breaking the  Cliche - 4:14
10. Hospitality - 4:03
11. War - 3:32
12. Ultrahym - 3:45

## Tracce seconda edizione
1. Close - 3:49
2. Unexpected - 4:23
3. Skin - 4:05
4. Black Again - 5:08
5. Pain - 5:10
6. Inside - 5:06
7. Mechanic of Sequence - 4:07
8. M. F. A. P. L. - 4:19
9. Breaking the Cliche - 4:14
10. Hospitality - 4:03
11. War - 3:32
12. Ultrahymn - 3:45
13. M. F. A. P. L. (remix) - 5:19
14. All I Say - 8:19